# GMM 그램미
GMM 그램미 또는 지엠엠 그래미(태국어: จีเอ็มเอ็ม แกรมมี่)는 태국 엔터테인먼트 사업의 모회사이다. 음악, 미디어, 영화, 디지털, 위성 텔레비전 방송국, 라디오 방송국, 인쇄 매체 등이 주 제품이며
파이분 담롱차이탐 (ไพบูลย์ ดำรงไชยธรรม)과 레왓 풋티난 (เรวัต พุทธินันทน์)에 의해 설립되었으며 1983년 11월 11일에 태국에서 레코드 레이블 1위를 차지했다.
아시아 3위 유명한 영국 잡지의 순위에서 태국에서 8번째로 가장 많이 일하는 회사이기도 하다. GMM Grammy는 음악, 미디어, 영화, 디지털, 위성 텔레비전 방송국, 라디오 방송국, 인쇄 매체과 이벤트 관리 사업 그룹사업하기 첫 번째 단계에서 주요 사업은 태국 국제음악 작품을 만드는 것이다. 첫 번째 앨범 Ni yai rak chak kon mek (นิยายรักจากก้อนเมฆ - Love story from Cloud)를 발표함으로써 판티와 씬랏차따난 (พันทิวา สินรัชตานันท์)으로 3개의 TV프로그램 제작 Yim sai khai (ยิ้มใส่ไข่), Man kwa haeo (มันกว่าแห้ว)와 Sieng tid dao (เสียงติดดาว)을 포함하여 그때부터 사업을 확장하기 시작했다. 텔레비전 및 라디오 프로그램을 제작하려면 이 회사는 비즈니스 운영을 라디오, 영화, 콘서트, 교육, 인쇄 매체 다양한 제품을 유통하는 소매업 포함 계열사 테이프 및 음악 CD와 같은 비즈니스의 확장으로 회사는 모든 범위의 비즈니스 운영을 수행할 수 있다. 2001년 태국 엔터테인먼트 산업의 리더 2016년 4월 정보 GMM 그램미 35,339곡의 저작권 소유
현재 파이분을 주요 주주 총계 392,834,599 47.91 % 회계